# Żmerynka
Żmerynka (ukr. Жмеринка) – miasto na Ukrainie, w obwodzie winnickim, siedziba władz rejonu żmeryńskiego.
Żmerynka leży na historycznym Podolu.
Węzeł kolejowy.

## Historia
Pierwsza pisemna wzmianka o osadzie pochodzi z XVIII wieku.
Do 1793 Żmerynka leżała w granicach województwa bracławskiego Korony Królestwa Polskiego, po czym została zagarnięta przez Rosję w II rozbiorze Polski.
Miasto od 1903.
W 1922 znalazła się w granicach Związku Radzieckiego.
W 1941 została zajęta przez Niemcy, a następnie przekazana w zarząd Rumunii jako część tzw. Transnistrii. Od 1944 ponownie pod kontrolą ZSRR. Od 1991 w granicach Ukrainy.

## Zabytki
Jednym z zabytków Żmerynki jest dworzec kolejowy zbudowany pod koniec XIX wieku w stylu eklektycznym łączącym secesję z barokiem.

## Gospodarka
W mieście działają zakłady remontowe taboru kolejowego. Ponadto w mieście rozwinął się przemysł tytoniowy, odzieżowy oraz futrzarski.

## Demografia
- 1926 — 19 560
- 1939 — 23 703
- 1959 — 29 368[2].
- 1971 — 36,3 tys.[2]
- 1989 — 41 080[3][5]
- 2013 — 35 390[6]

## Urodzeni w Żmerynce
- Jan Brzechwa – polski poeta
- Konstanty Chyliński – polski historyk, p.o. ministra wyznań religijnych i oświecenia publicznego (1935)
- Mykoła Liwycki – prezydent Ukraińskiej Republiki Ludowej na emigracji
- Włodzimierz Nałęcz-Gembicki – polski wojskowy

## Miasta partnerskie
- Skarżysko-Kamienna
- Sędziszów Małopolski[7]

## Galeria

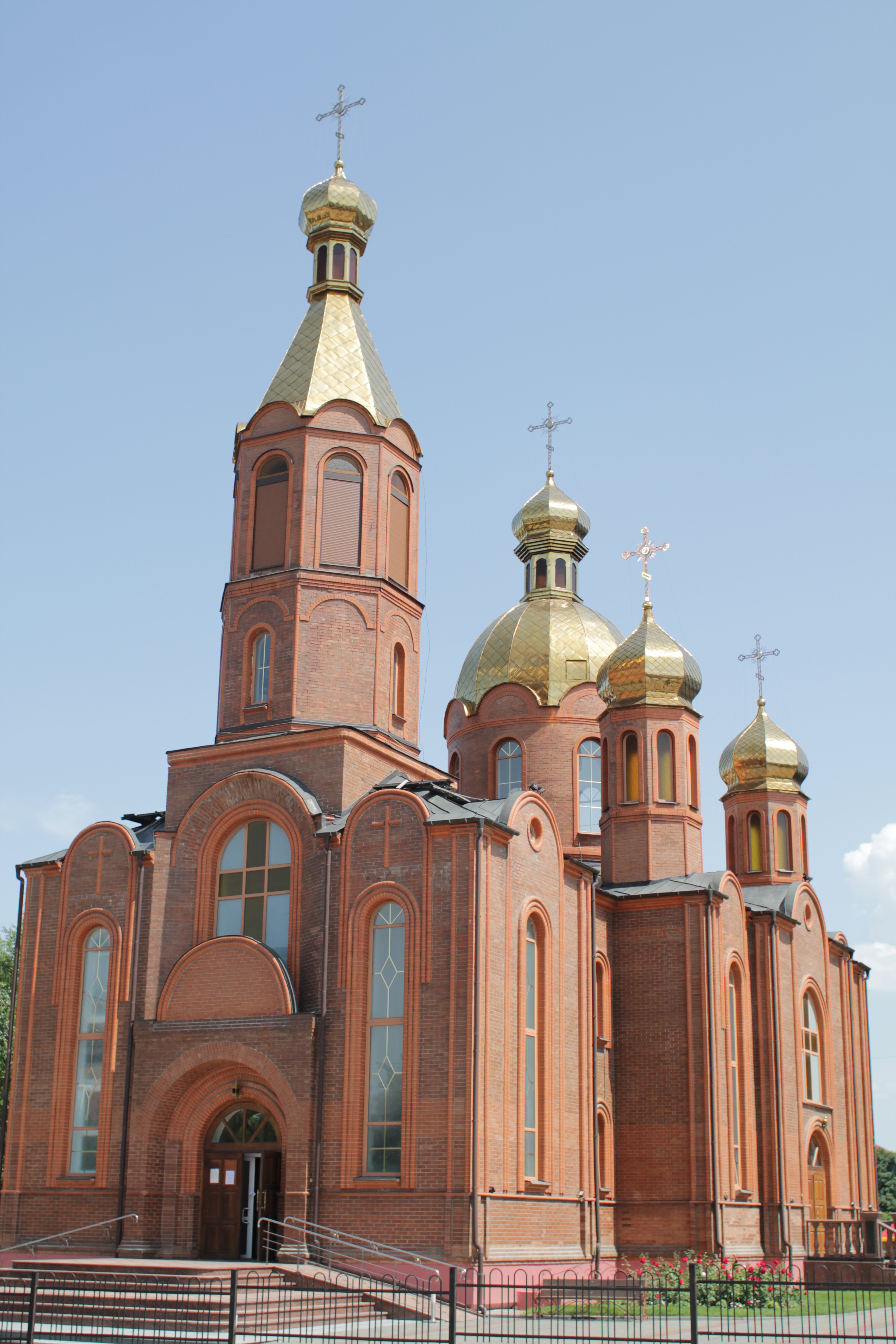
Sobór św. Aleksandra Newskiego
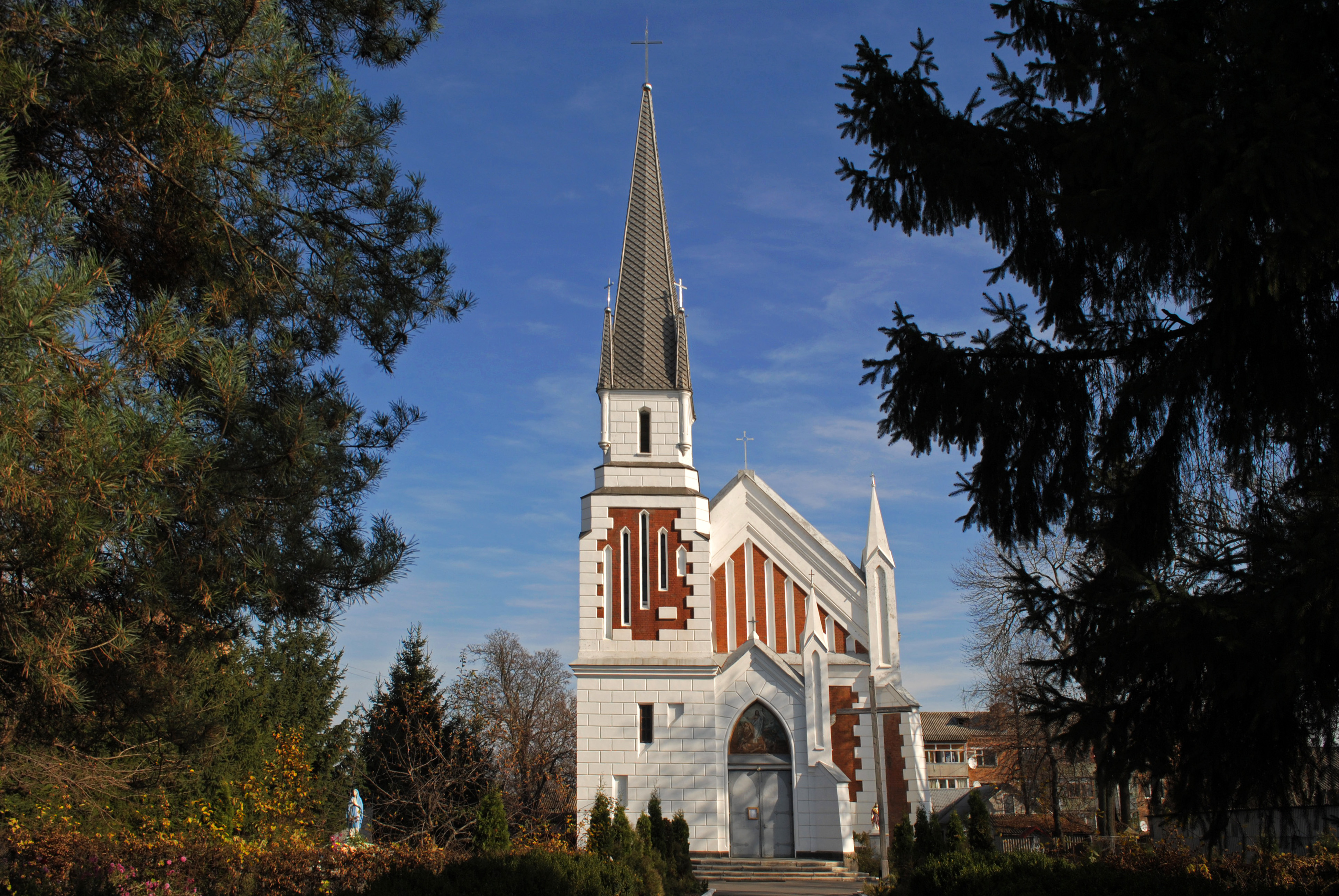
Kościół św. Aleksego
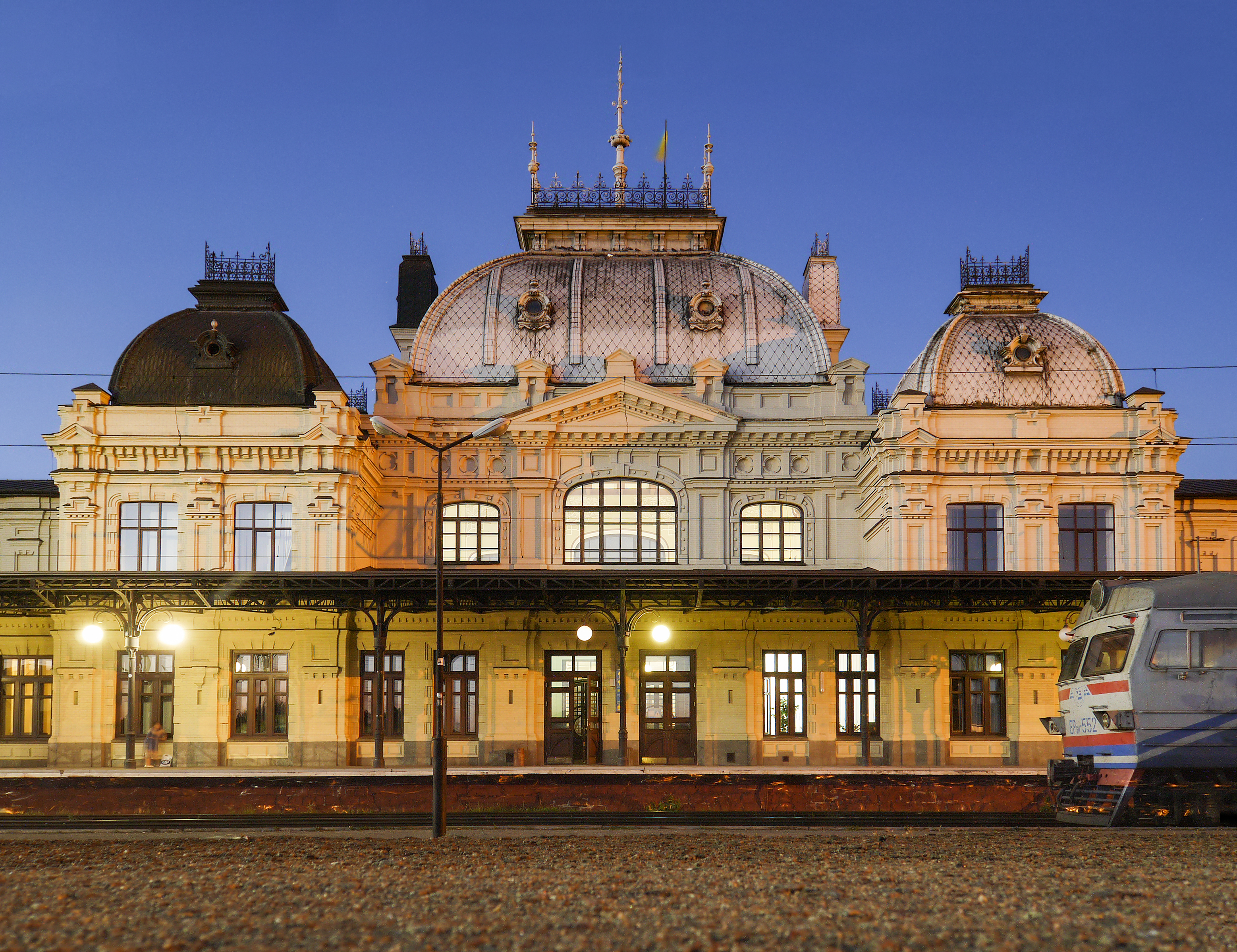
Dworzec kolejowy
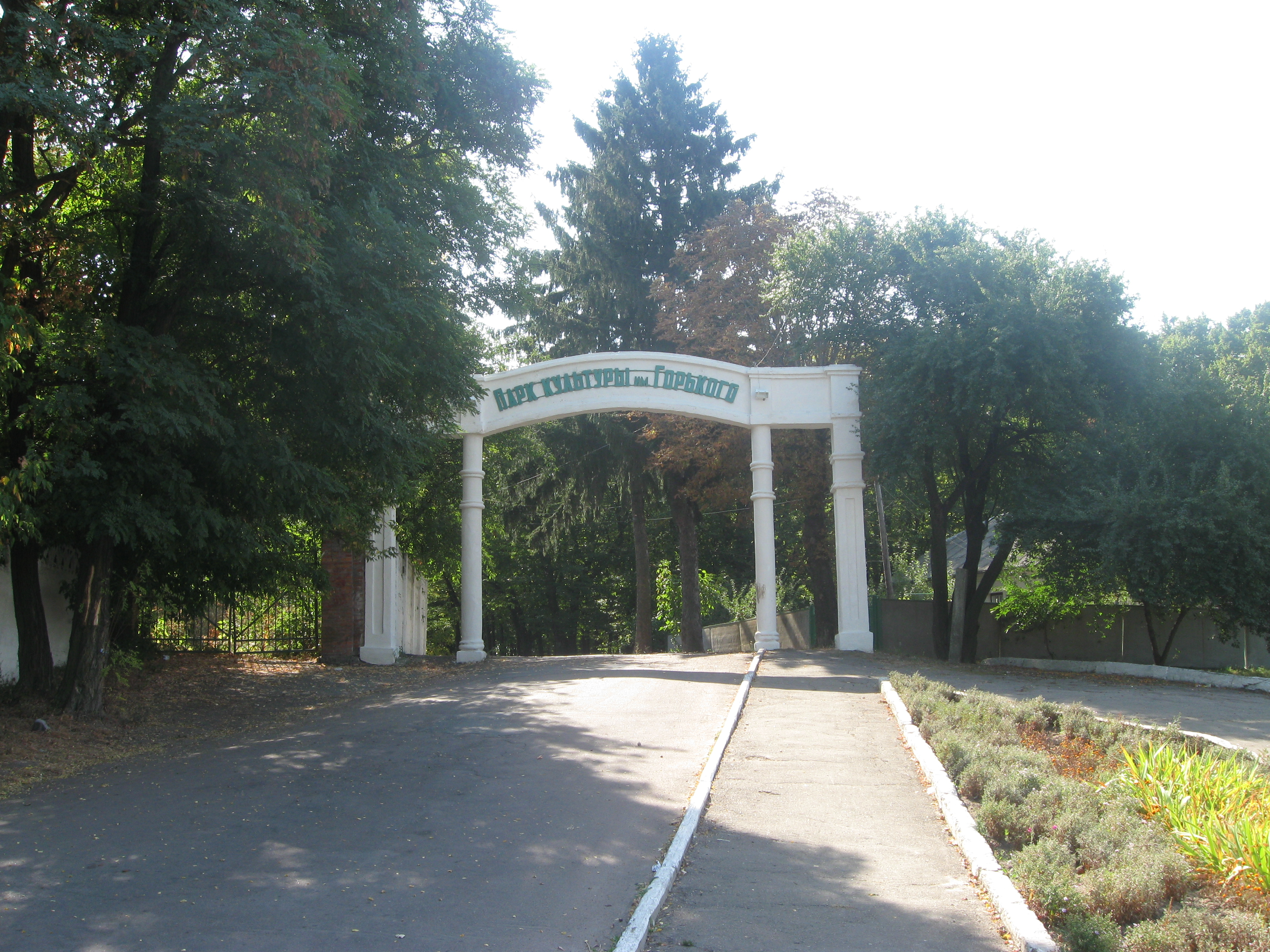
Park miejski
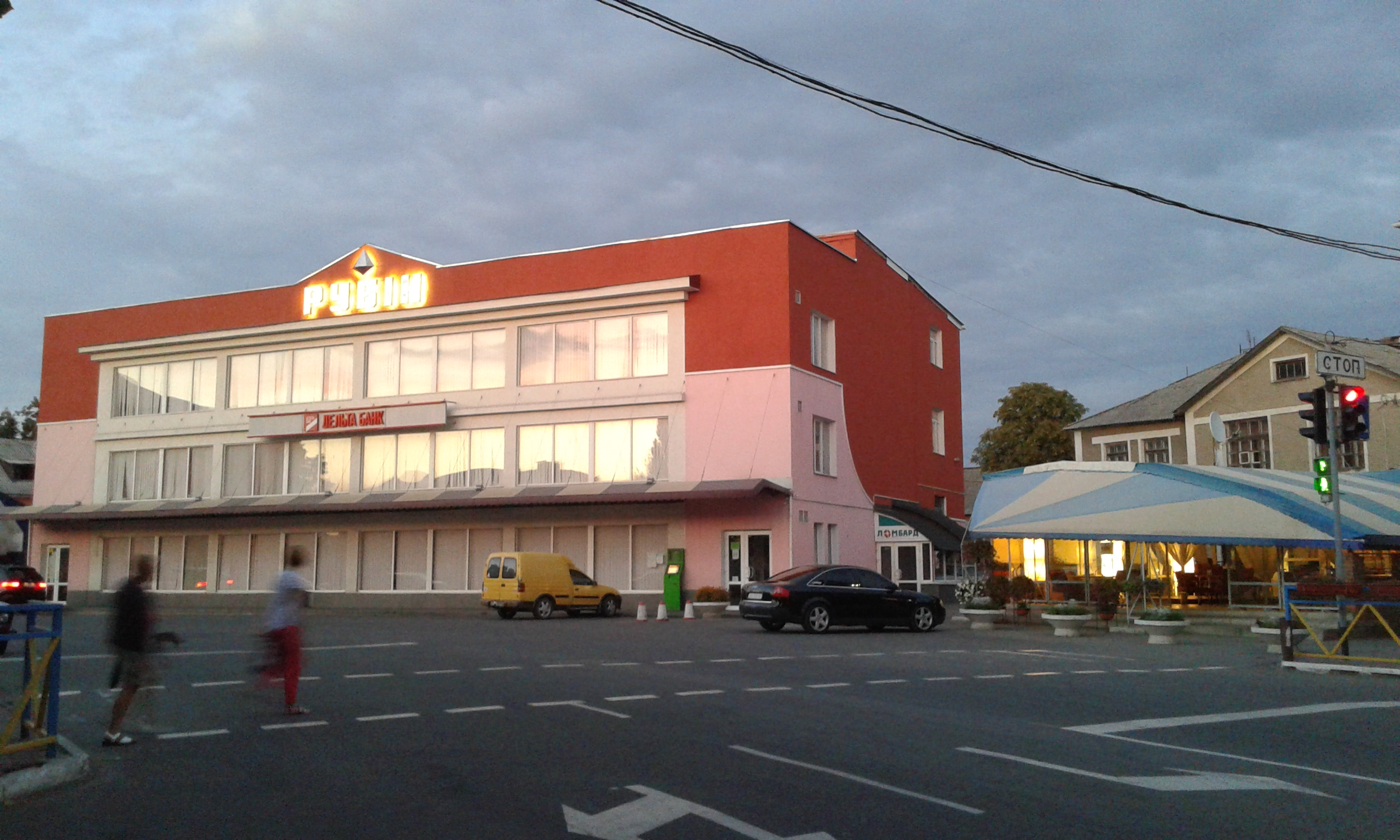
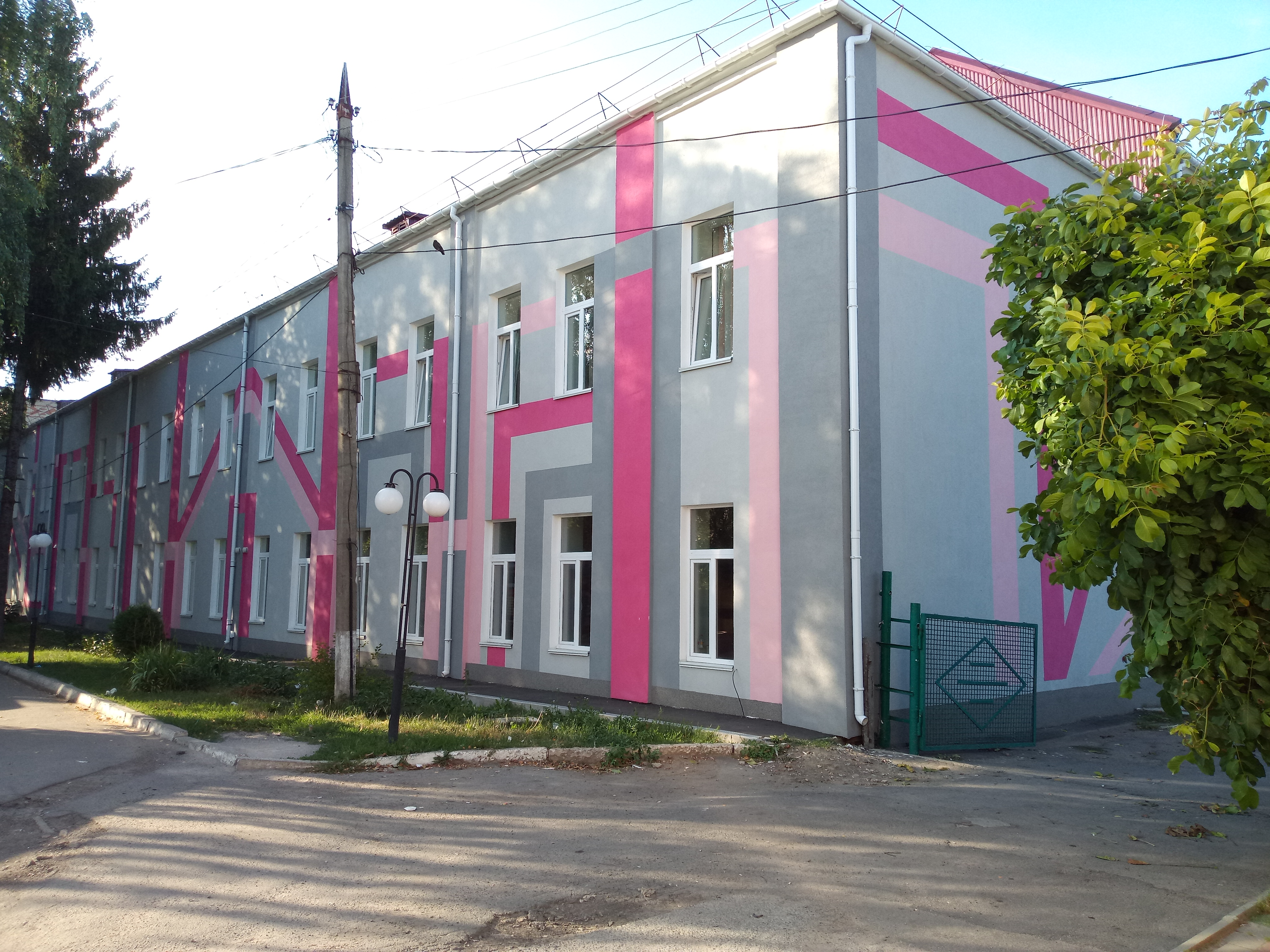
Szkoła